# Campionat del món de rem de 2013
El campionat del món de rem de 2013 va ser el campionat del món que es va celebrar entre el 25 d'agost i l'1 de setembre de 2013 al llac Tangeum, a Chungju (Corea del Sud).

## Resultats

### Masculí

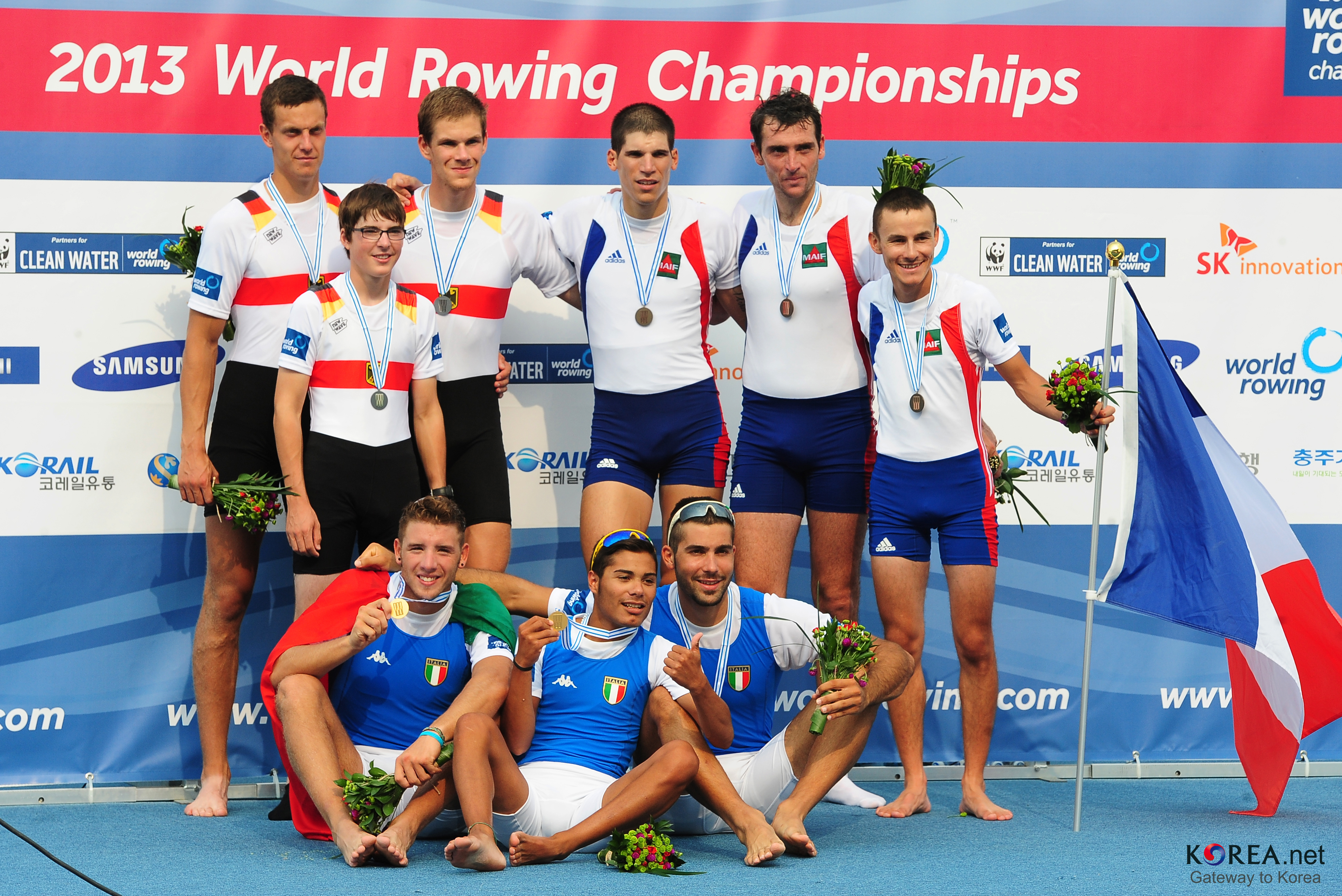
Medallistes (M2+)

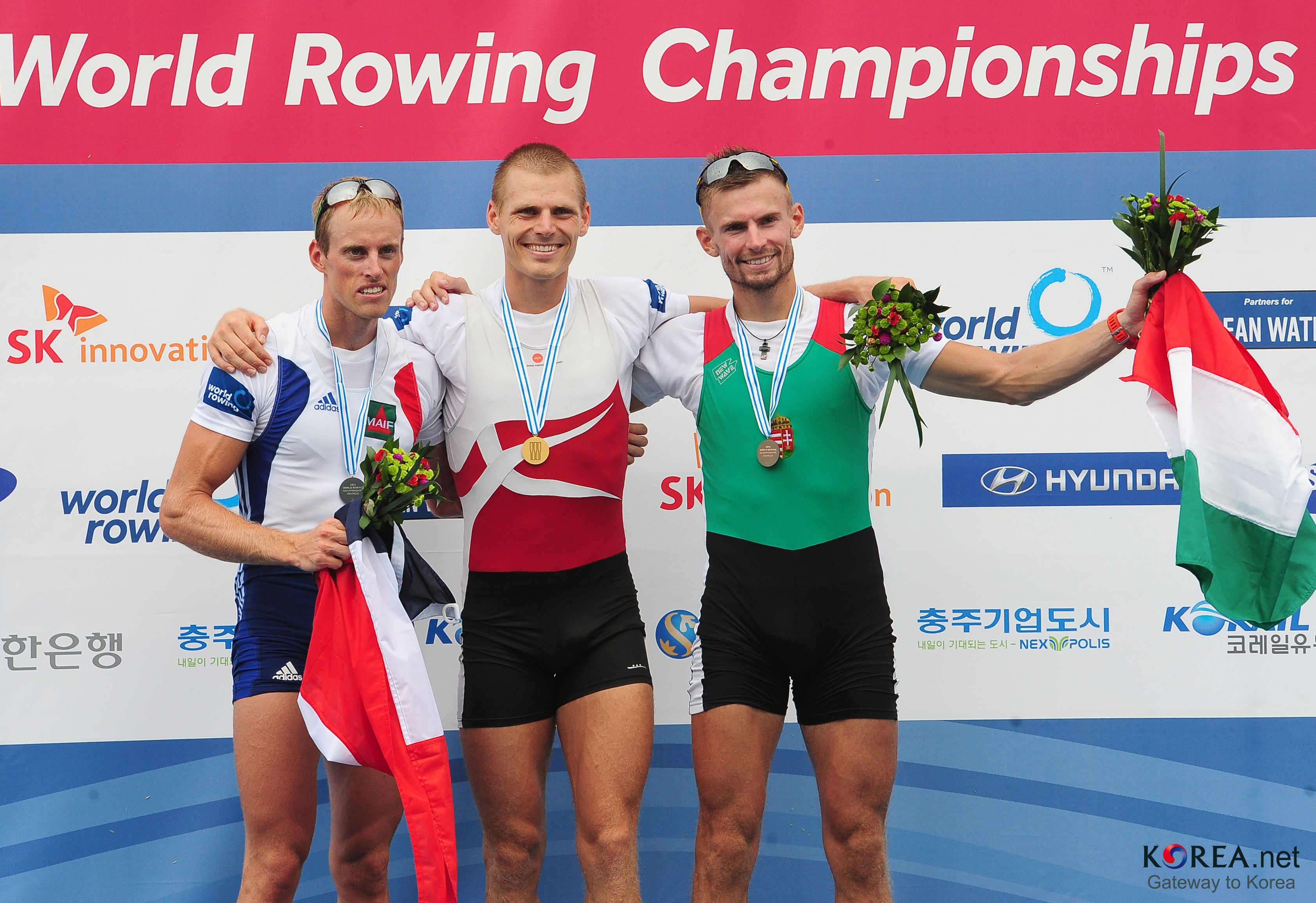
Men's lightweight single sculls medallists

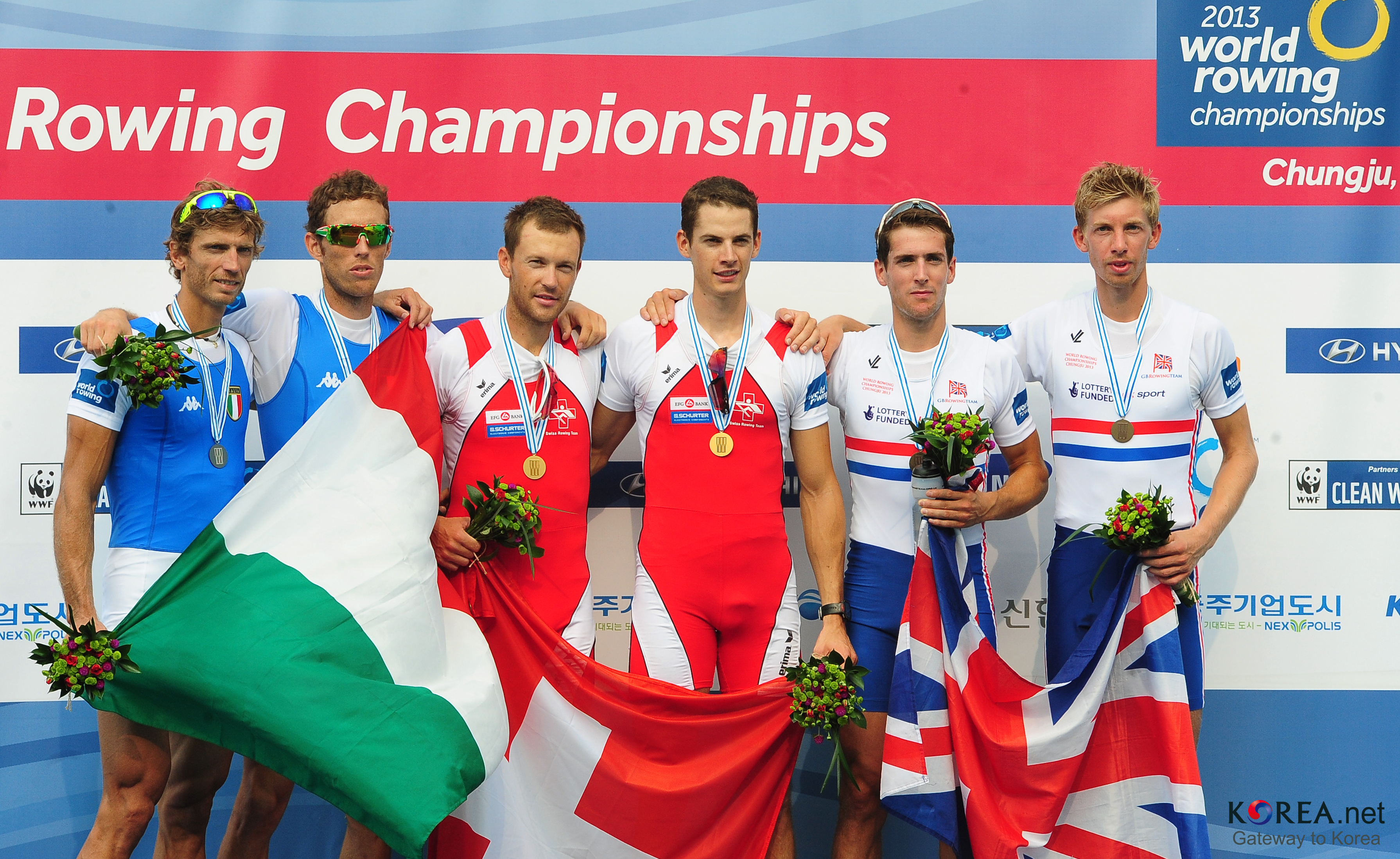
Men's lightweight pair (LM2-) medallists

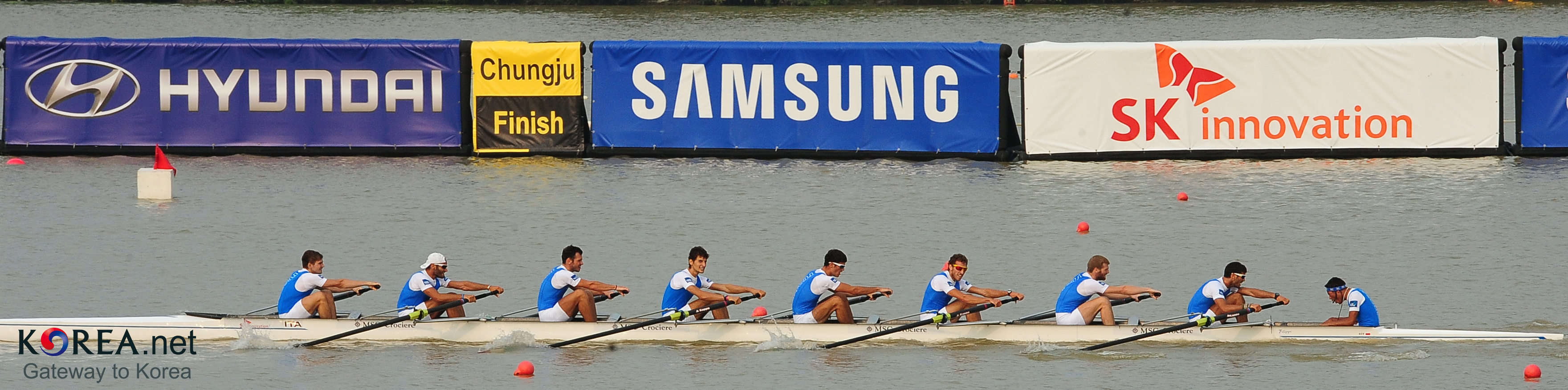
Italian lightweight men's eight – Gold

Categories no olímpiques
| Categoria: | Or: | Temps   | Plata: | Temps   | Bronze: | Temps   |
| M1x        | Txèquia · Ondřej Synek | 6:45.24 | Cuba · Ángel Fournier | 6:48.91 | Alemanya · Marcel Hacker | 6:49.39 |
| M2x        | Noruega · Nils Jakob Hoff · Kjetil Borch | 6:09.51 | Lituània · Rolandas Maščinskas · Saulius Ritter | 6:10.87 | Itàlia · Francesco Fossi · Romano Battisti | 6:12.54 |
| M4x        | Croàcia · David Šain · Martin Sinković · Damir Martin · Valent Sinković                                                                                                  | 5:53.57 | Alemanya · Karl Schulze · Paul Heinrich · Lauritz Schoof · Tim Grohmann                                                                                           | 5:54.39 | Regne Unit · Graeme Thomas · Sam Townsend · Charles Cousins · Peter Lambert                                                                                      | 5:54.78 |
| M2-        | Nova Zelanda · Eric Murray · Hamish Bond | 6:34.98 | França · Germain Chardin · Dorian Mortelette | 6:41.74 | Països Baixos · Rogier Blink · Mitchel Steenman | 6:45.67 |
| M4-        | Països Baixos · Boaz Meylink · Kaj Hendriks · Mechiel Versluis · Robert Lücken                                                                                           | 6:13.95 | Austràlia · Will Lockwood · Alexander Lloyd · Spencer Turrin · Josh Dunkley-Smith                                                                                 | 6:14.58 | Estats Units · Grant James · Seth Weil · Henrik Rummel · Michael Gennaro                                                                                         | 6:15.46 |
| M2+        | Itàlia · Luca Parlato · Vincenzo Abbagnale · Enrico D'Aniello | 7:09.15 | Alemanya · Paul Schröter · Bastian Bechler · Jonas Wiesen | 7:12.34 | França · Matthieu Moinaux · Laurent Cadot · Benjamin Manceau | 7:13.50 |
| M8+        | Regne Unit · Daniel Ritchie · Tom Ransley · Alex Gregory · Pete Reed · Mohamed Sbihi · Andrew Triggs Hodge · George Nash · William Satch · Phelan Hill                   | 5:30.35 | Alemanya · Hannes Ocik · Maximilian Munski · Eric Johannesen · Maximilian Reinelt · Anton Braun · Felix Drahotta · Richard Schmidt · Kristof Wilke · Martin Sauer | 5:30.89 | Estats Units · Ian Silveira · Ross James · Nareg Guregian · Ambrose Puttmann · Austin Hack · Stephen Kasprzyk · Thomas Dethlefs · Thomas Peszek · Zachary Vlahos | 5:33.92 |
| LM1x       | Dinamarca · Henrik Stephansen | 7:11.13 | França · Jérémie Azou | 7:12.94 | Hongria · Péter Galambos | 7:14.38 |
| LM2x       | Noruega · Kristoffer Brun · Are Strandli | 6:36.04 | Suïssa · Simon Schürch · Mario Gyr | 6:37.11 | Regne Unit · Richard Chambers · Peter Chambers | 6:38.04 |
| LM4x       | Grècia · Georgios Konsolas · Spyridon Giannaros · Panagiotis Magdanis · Eleftherios Konsolas                                                                             | 6:03.44 | Alemanya · Moritz Moos · Julius Peschel · Jonas Schützeberg · Jason Osborne                                                                                       | 6:05.55 | Itàlia · Paolo Ghidini · Matteo Mulas · Andrea Cereda · Francesco Rigon                                                                                          | 6:07.19 |
| LM2-       | Suïssa · Simon Niepmann · Lucas Tramèr | 6:49.85 | Itàlia · Elia Luini · Martino Goretti | 6:51.48 | Regne Unit · Sam Scrimgeour · Mark Aldred | 6:52.08 |
| LM4-       | Dinamarca · Kasper Winther Jørgensen · Jacob Larsen · Jacob Barsøe · Morten Jørgensen                                                                                    | 5:55.68 | Nova Zelanda · James Hunter · James Lassche · Peter Taylor · Curtis Rapley                                                                                        | 5:57.28 | Regne Unit · Adam Freeman-Pask · William Fletcher · Jonathan Clegg · Chris Bartley                                                                               | 5:59.98 |
| LM8+       | Itàlia · Simone Molteni · Catello Amarante · Petru Zaharia · Leone Barbaro · Stefano Oppo · Vincenzo Serpico · Francesco Schisano · Paolo di Girolamo · Enrico D'Aniello | 6:02.27 | Austràlia · John Price · John McDonnell · Timothy Widdicombe · Alister Foot · Blair Tunevitsch · Darryn Purcell · Nicholas Silcox · Simon Nola · Timothy Webster  | 6:06.51 | Estats Units · David Morgenstern · Bryan Pape · Tobin McGee · Brendan Mulvey · Dorian Weber · Joshua Getz · Peter Gibson · Sean Gibel · Michael Hwang            | 6:10.20 |

### Femení

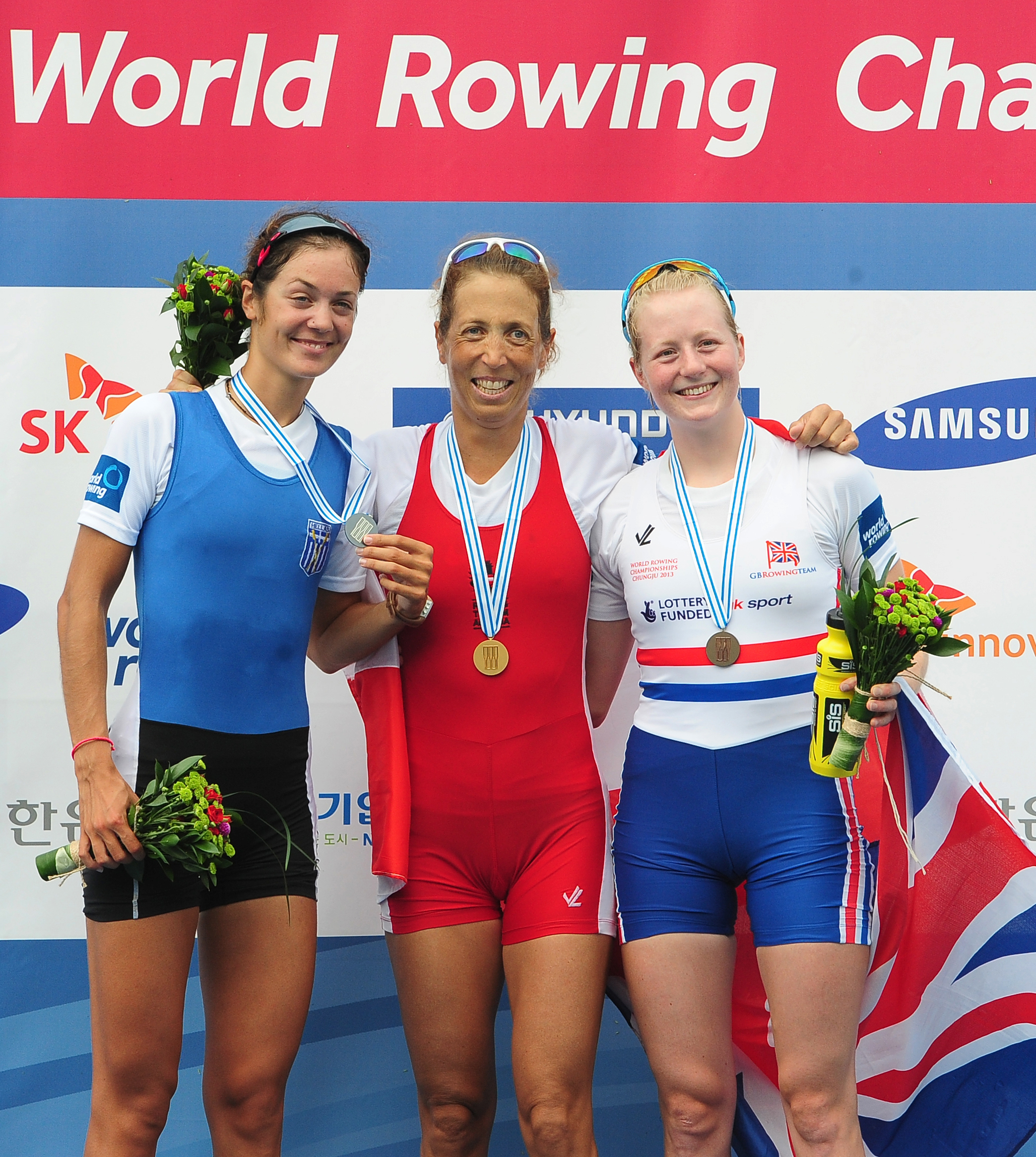
Women's lightweight single sculls medallists

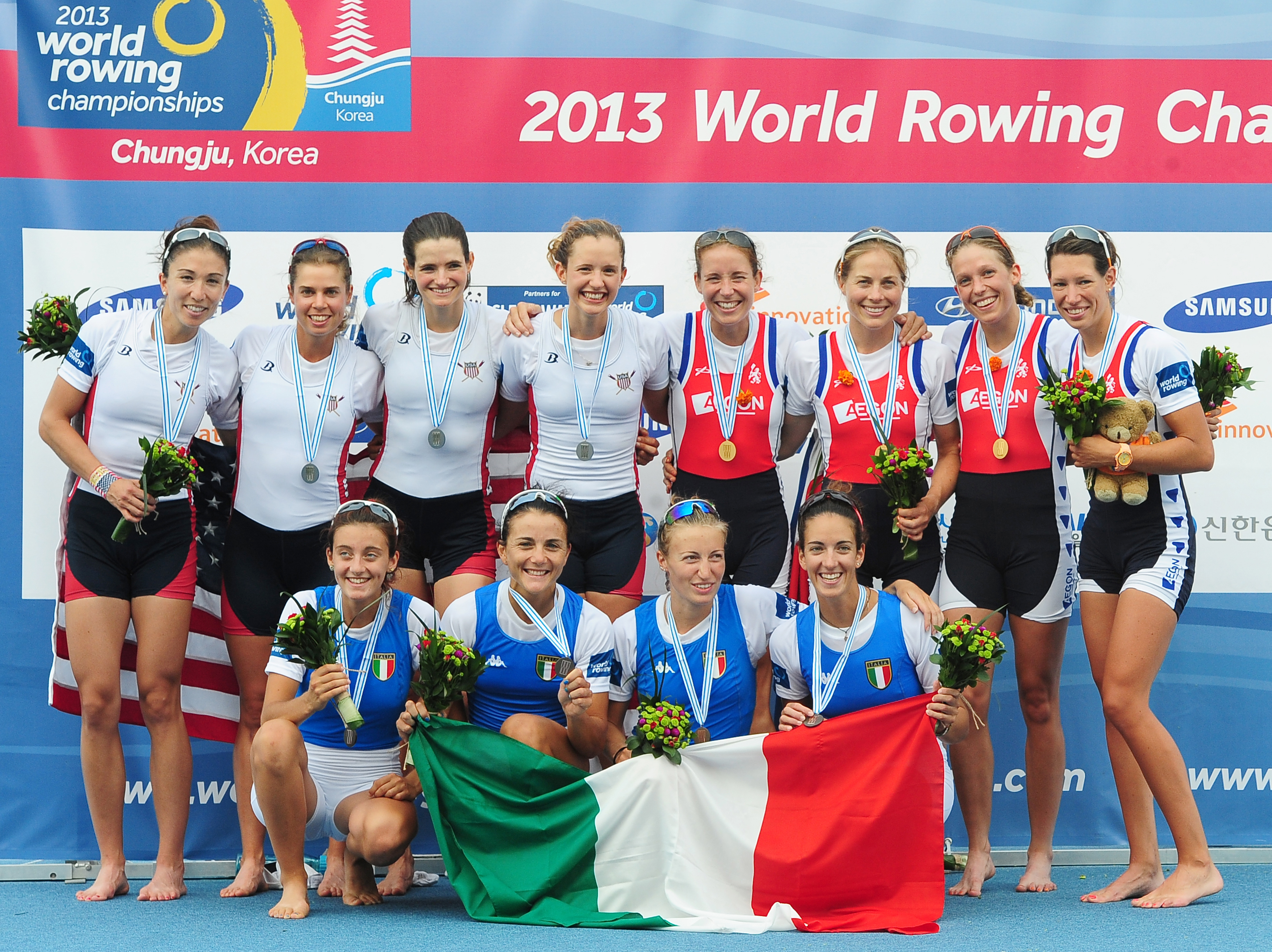
Women's lightweight quads (LW4x) medallists

Categories no olímpiques
| Categoria: | Or: | Temps   | Plata: | Temps   | Bronze: | Temps   |
| W1x        | Austràlia · Kim Crow | 7:31.34 | Nova Zelanda · Emma Twigg | 7:33.57 | Txèquia · Miroslava Knapková | 7:36.88 |
| W2x        | Lituània · Donata Vištartaitė · Milda Valčiukaitė | 6:51.82 | Nova Zelanda · Fiona Bourke · Zoe Stevenson | 6:51.86 | Belarús · Ekaterina Karsten · Yuliya Bichyk | 6:55.90 |
| W4x        | Alemanya · Annekatrin Thiele · Carina Bär · Julia Richter · Britta Oppelt                                                                                           | 6:41.86 | Canadà · Emily Cameron · Kate Goodfellow · Carling Zeeman · Antje von Seydlitz                                                                                       | 6:45.02 | Polònia · Sylwia Lewandowska · Joanna Leszczyńska · Magdalena Fularczyk · Natalia Madaj                                                                    | 6:46.27 |
| W2-        | Regne Unit · Helen Glover · Polly Swann | 7:22.82 | Romania · Roxana Cogianu · Nicoleta Albu | 7:25.75 | Nova Zelanda · Kayla Pratt · Rebecca Scown | 7.27.58 |
| W4-        | Estats Units · Emily Huelskamp · Olivia Coffey · Tessa Gobbo · Felice Mueller                                                                                       | 6:43.15 | Canadà · Sarah Black · Christine Roper · Natalie Mastracci · Cristy Nurse                                                                                            | 6:47.62 | Austràlia · Hannah Vermeersch · Alexandra Hagan · Charlotte Sutherland · Lucy Stephan                                                                      | 6:49.26 |
| W8+        | Estats Units · Amanda Polk · Kerry Simmonds · Emily Regan · Lauren Schmetterling · Grace Luczak · Meghan Musnicki · Victoria Opitz · Caroline Lind · Katelin Snyder | 6:02.14 | Romania · Cristina Ilie · Ionelia Zaharia · Cristina Grigoraș · Ioana Craciun · Camelia Lupașcu · Andreea Boghian · Roxana Cogianu · Nicoleta Albu · Daniela Druncea | 6:07.04 | Canadà · Lisa Roman · Jennifer Martins · Carolyn Ganes · Susanne Grainger · Sarah Black · Christine Roper · Natalie Mastracci · Cristy Nurse · Kristen Kit | 6:09.34 |
| LW1x       | Àustria · Michaela Taupe-Traer | 7:50.62 | Grècia · Aikaterini Nikolaidou | 7:53.23 | Regne Unit · Ruth Walczak | 7:54.12 |
| LW2x       | Itàlia · Laura Milani · Elisabetta Sancassani | 7:17.31 | Estats Units · Kristin Hedstrom · Kathleen Bertko | 7:20.73 | Alemanya · Lena Müller · Anja Noske | 7:22.24 |
| LW4x       | Països Baixos · Mirte Kraaijkamp · Maaike Head · Rianne Sigmond · Marie-Anne Frenken                                                                                | 6:49.80 | Estats Units · Rachel Stortvedt · Hillary Saeger · Helen Tompkins · Nancy Miles                                                                                      | 6:54.22 | Itàlia · Greta Masserano · Enrica Marasca · Giulia Pollini · Eleonora Trivella                                                                             | 6:57.06 |

### Categories adaptades
All boat classes (except LTAMix2x) are also Paralympic.
| Categoria: | Or:                                                                              | Temps   | Plata:                                                                                           | Temps   | Bronze:                                                                                       | Temps   |
| ASW1x      | Rússia · Natalia Bolshakova                                                      | 5:13.95 | Noruega · Birgit Skarstein                                                                       | 5:18.79 | Brasil · Claudia Santos                                                                       | 5:29.82 |
| ASM1x      | Austràlia · Erik Horrie                                                          | 4:35.98 | Ucraïna · Igor Bondar                                                                            | 4:42.62 | Rússia · Alexey Chuvashev                                                                     | 4:44.15 |
| TAMix2x    | Austràlia · Gavin Bellis · Kathryn Ross                                          | 3:58.00 | França · Perle Bouge · Stephane Tardieu                                                          | 3:59.93 | Ucraïna · Iryna Kyrychenko · Dmytro Ivanov                                                    | 4:03.34 |
| LTAMix2x   | Ucraïna · Kateryna Morozova · Dmytro Aleksieiev                                  | 3:27.98 | Alemanya · Anke Molkenthin · Marcus Klemp                                                        | 3:34.48 | Estats Units · Paul Hurley · Natalie McCarthy                                                 | 4:08.59 |
| LTAMix4+   | Regne Unit · Pam Relph · Naomi Riches · Oliver Hester · James Fox · Oliver James | 3:16.12 | Itàlia · Paola Protopapa · Lucilla Aglioti · Tommaso Schettino · Omar Airolo · Giuseppe Di Capua | 3:21.70 | Sud-àfrica · Shannon Murray · Lucy Perold · Dieter Rosslee · Gavin Kilpatrick · Willie Morgan | 3:22.90 |

## Medaller
| Pos.  | País          | Or | Plata | Bronze | Total |
| 1     | Itàlia        | 3  | 2     | 3      | 8     |
| 2     | Austràlia     | 3  | 2     | 1      | 6     |
| 3     | Regne Unit    | 3  | 0     | 5      | 8     |
| 4     | Estats Units  | 2  | 2     | 4      | 8     |
| 5     | Noruega       | 2  | 1     | 0      | 3     |
| 6     | Països Baixos | 2  | 0     | 1      | 3     |
| 7     | Dinamarca     | 2  | 0     | 0      | 2     |
| 8     | Alemanya      | 1  | 5     | 2      | 8     |
| 9     | Nova Zelanda  | 1  | 3     | 1      | 5     |
| 10    | Ucraïna       | 1  | 1     | 1      | 3     |
| 11    | Grècia        | 1  | 1     | 0      | 2     |
| 11    | Lituània      | 1  | 1     | 0      | 2     |
| 11    | Suïssa        | 1  | 1     | 0      | 2     |
| 14    | Txèquia       | 1  | 0     | 1      | 2     |
| 14    | Rússia        | 1  | 0     | 1      | 2     |
| 16    | Àustria       | 1  | 0     | 0      | 1     |
| 16    | Croàcia       | 1  | 0     | 0      | 1     |
| 18    | França        | 0  | 3     | 1      | 4     |
| 19    | Canadà        | 0  | 2     | 1      | 3     |
| 20    | Romania       | 0  | 2     | 0      | 2     |
| 21    | Cuba          | 0  | 1     | 0      | 1     |
| 22    | Belarús       | 0  | 0     | 1      | 1     |
| 22    | Brasil        | 0  | 0     | 1      | 1     |
| 22    | Hongria       | 0  | 0     | 1      | 1     |
| 22    | Polònia       | 0  | 0     | 1      | 1     |
| 22    | Sud-àfrica    | 0  | 0     | 1      | 1     |
| Total | Total         | 27 | 27    | 27     | 81    |